# Pálffy-kastély
Az egykori Pálffy-kastély Gönc városában, a Kossuth utcában áll, a városháza épülete mellett.
A kastély 1780-ban épült copf stílusban. Később nagymértékben átalakították eklektikus stílusban. Az épület összetett alaprajzú, földszintes. A főhomlokzatára a timpanonos bejárat a leginkább meghatározó.
Az épület jelenleg gyermekotthonként működik, jó állapotban van, nem látogatható. Műemléki védettséget élvez.